# Essay
Essay és un municipi francès situat al departament de l'Orne i a la regió de Normandia. L'any 2007 tenia 518 habitants.

## Demografia

### Població
El 2007 la població de fet d'Essay era de 518 persones. Hi havia 207 famílies de les quals 61 eren unipersonals (24 homes vivint sols i 37 dones vivint soles), 63 parelles sense fills, 59 parelles amb fills i 24 famílies monoparentals amb fills.
La població ha evolucionat segons el següent gràfic:
Habitants censats

### Habitatges
El 2007 hi havia 277 habitatges, 220 eren l'habitatge principal de la família, 32 eren segones residències i 25 estaven desocupats. 256 eren cases i 15 eren apartaments. Dels 220 habitatges principals, 142 estaven ocupats pels seus propietaris, 76 estaven llogats i ocupats pels llogaters i 2 estaven cedits a títol gratuït; 6 tenien una cambra, 21 en tenien dues, 34 en tenien tres, 59 en tenien quatre i 100 en tenien cinc o més. 158 habitatges disposaven pel capbaix d'una plaça de pàrquing. A 113 habitatges hi havia un automòbil i a 83 n'hi havia dos o més.

### Piràmide de població
La piràmide de població per edats i sexe el 2009 era:
| Homes | Edats   | Dones |
| ----- | ------- | ----- |
| 0     | 95 o +  | 0     |
| 0     | 90 a 94 | 4     |
| 8     | 85 a 89 | 8     |
| 0     | 80 a 84 | 12    |
| 16    | 75 a 79 | 8     |
| 16    | 70 a 74 | 20    |
| 4     | 65 a 69 | 16    |
| 12    | 60 a 64 | 8     |
| 12    | 55 a 59 | 16    |
| 24    | 50 a 54 | 8     |
| 12    | 45 a 49 | 8     |
| 4     | 40 a 44 | 12    |
| 28    | 35 a 39 | 8     |
| 20    | 30 a 34 | 28    |
| 16    | 25 a 29 | 16    |
| 8     | 20 a 24 | 16    |
| 8     | 15 a 19 | 16    |
| 24    | 10 a 14 | 4     |
| 16    | 5 a 9   | 16    |
| 8     | 0 a 4   | 16    |

## Economia
El 2007 la població en edat de treballar era de 318 persones, 241 eren actives i 77 eren inactives. De les 241 persones actives 220 estaven ocupades (120 homes i 100 dones) i 21 estaven aturades (10 homes i 11 dones). De les 77 persones inactives 26 estaven jubilades, 23 estaven estudiant i 28 estaven classificades com a «altres inactius».

### Ingressos
El 2009 a Essay hi havia 215 unitats fiscals que integraven 493 persones, la mediana anual d'ingressos fiscals per persona era de 15.950 €.

### Activitats econòmiques
Dels 35 establiments que hi havia el 2007, 2 eren d'empreses extractives, 2 d'empreses alimentàries, 1 d'una empresa de fabricació d'altres productes industrials, 5 d'empreses de construcció, 10 d'empreses de comerç i reparació d'automòbils, 1 d'una empresa de transport, 3 d'empreses d'hostatgeria i restauració, 1 d'una empresa d'informació i comunicació, 4 d'empreses de serveis, 4 d'entitats de l'administració pública i 2 d'empreses classificades com a «altres activitats de serveis».
Dels 8 establiments de servei als particulars que hi havia el 2009, 1 era un taller de reparació d'automòbils i de material agrícola, 1 autoescola, 2 paletes, 1 guixaire pintor, 2 lampisteries i 1 perruqueria.
Dels 4 establiments comercials que hi havia el 2009, 2 eren fleques, 1 una llibreria i 1 una botiga de material de revestiment de parets i terra.
L'any 2000 a Essay hi havia 16 explotacions agrícoles que ocupaven un total de 768 hectàrees.

## Equipaments sanitaris i escolars
El 2009 hi havia una escola elemental.

## Poblacions més properes
El següent diagrama mostra les poblacions més properes.